# Chocolate para los soldados
Chocolate para los soldados (チョコレートと兵隊 Chokorēto to Heitai?) es una película de guerra japonesa de 1938 dirigida por Sato Takeshi. Muestra al soldado común japonés como un individuo y como un hombre de familia, presentando incluso a los soldados chinos enemigos como individuos valientes. Es considerada una película humanista, prestando especial atención a los sentimientos de ambos soldados y de sus familias.

## Trama
Un padre trabajador es llamado y mandado al frente. Él mantiene contacto con su familia mediante cartas y junto con ellas él incluye envolturas de chocolate que iba recogiendo con ayuda de sus compañeros; su hijo colecciona las envolturas para canjearlas por una caja gratis de chocolates. El hombre se ofrece como voluntario para un valiente acto, unirse a un escuadrón suicida. Antes de que se vaya, bebe un brindis de la taza que su hijo le dio, y (como pasa en otras películas humanistas) sonríe para indicar su intención de morir con sus compañeros. El hijo recibe la noticia de la muerte de su padre al mismo tiempo que llega la caja de chocolates gratis. Él jura venganza; la fábrica de chocolate le otorga una beca.

## Recepción
El director Americano Frank Capra dijo sobre Chocolate para los Soldados:  "No podemos vencer a este tipo de cosas. Hacemos una película como esa quizá una vez por década. No hemos conseguido los actores ." La película abrió la serie de películas japonesas de la Segunda Guerra Mundial de la Sociedad Japonesa, mostrada en los Estados Unidos en 1987.
El teórico de cine Kate Taylor-Jones sugiere que junto con películas como Lodo y Soldados y La Leyenda del comandante de tanque Nishizumi, Chocolate para los Soldados provee "una visión del noble, obediente y honorable ejército japonés peleando para defender al emperador y a Japón ."
Joseph L. Anderson observó que la película era "obviamente dirigida a la audiencia en casa".